# 大地離島

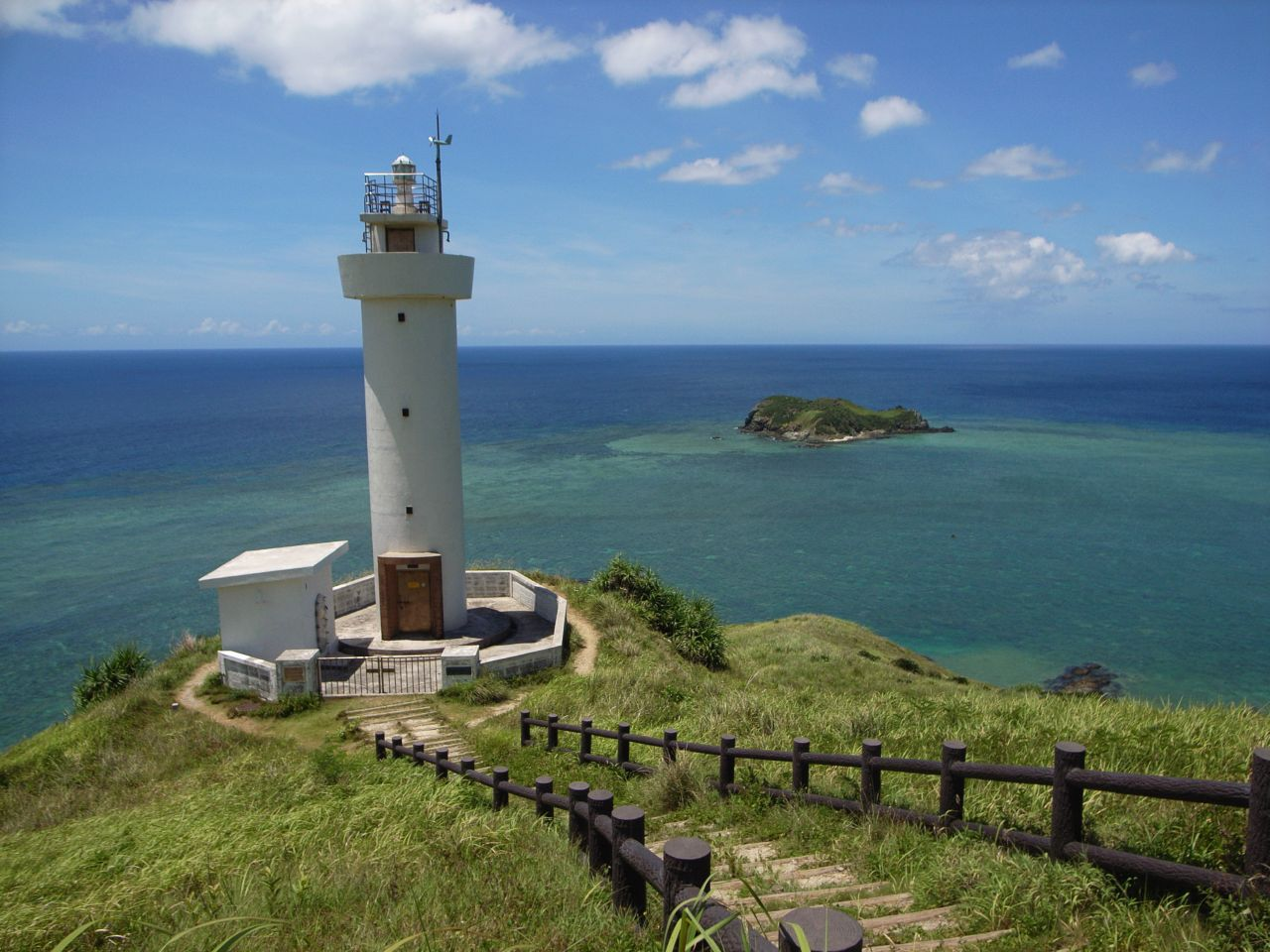
從石垣島平久保崎平久保燈塔看到的大地離島

大地離島（日文：、片假名：、羅馬拼音： Daisabanari-jima），是位於八重山群島的石垣島北側平久保崎以北約400公尺的一個荒島，屬於日本沖繩縣石垣市管轄；也有人稱其為大地離或大瀨離。
面積約0.03平方公里，周圍皆為斷崖。島上為紅燕鷗、黑枕燕鷗等海鳥的棲息地，現已被劃為西表石垣國立公園的特別地域。